# فينزيل مولر
فينزيل مولر (بالألمانية: Wenzel Müller)‏ هو موزع وملحن نمساوي، ولد في 26 سبتمبر 1767 في Turnov ‏ في التشيك، وتوفي في 3 أغسطس 1835 في أرشدوقية النمسا.

## وصلات خارجية
- فينزيل مولر على موقع ميوزك برينز (الإنجليزية)
- فينزيل مولر على موقع أول ميوزيك (الإنجليزية)
- فينزيل مولر على موقع ديسكوغز (الإنجليزية)